# 2. květen
2. květen je 122. den roku podle gregoriánského kalendáře (123. v přestupném roce). Do konce roku zbývá 243 dní. Svátek má Zikmund a Atanas.

## Události

### Česko
- 1392 – Na Staroměstském náměstí se pořádal slavnostní turnaj a kratochvilné odpoledne pro pobavení vzácné návštěvy – bavorského vévody Jana, tchána krále Václava IV.
- 1926 – Vznikla populární loutková postava Hurvínek.
- 1938 – V Československu proběhly obecní volby. Přinesly vítězství extremistických a fašistických stran v pohraničí a částečně i na Slovensku.
- 1939 – Začala se stavět dálnice D1 Praha-Brno-Zlín. Druhá světová válka stavbu dálnice nejprve zpomalila a potom, v roce 1942, zcela ukončila.
- 1945
  - Němci popravili v Terezínské pevnosti 56 příslušníků českého odboje.
  - Vařákovy Paseky na Valašsku obklíčil a vypálil zvláštní oddíl SS-Einheit Joseph.
- 1955 – Na Pankráci byli komunisty popraveni členové odbojové skupiny bratří Mašínů Václav Švéda, Zbyněk Janata a jejich strýc Ctibor Novák, bratr Zdeny Mašínové.
- 1966 – Při železniční nehodě v Deštnici zahynulo 10 lidí a 37 jich bylo zraněno.
- 2005 – Začalo vysílání zpravodajského kanálu ČT24 veřejnoprávní televizní stanice Česká televize.
- 2016 – Krajinná oblast Porta Bohemica byla zařazena do soustavy evropských chráněných území Natura 2000.

### Svět
- 1670 – Založena Společnost Hudsonova zálivu.
- 1808 – Napoleonské války: obyvatelé Madridu povstali proti francouzským okupantům – počátek španělské války za nezávislost.
- 1815 – Napoleonské války: začalo jedno z posledních střetnutí tohoto konfliktu – bitva u Tolentina.
- 1915 – První světová válka: byla vybojována bitva u Gorlice, v níž německá a rakousko-uherská armáda prolomily frontu s Rusy.
- 1918 – General Motors získal společnost Chevrolet Motor Company v Delaware.
- 1926 – Jim Corbett ulovil lidožravého levharta z Rudraprayagu.
- 1945 – Druhá světová válka: Rudá armáda dobyla Berlín – sovětští vojáci vztyčili rudou vlajku na budově Reichstagu.
- 1955 – Tennessee Williams získal Pulitzerovu cenu za drama Kočka na rozpálené plechové střeše.
- 1997 – Tony Blair se stal po 18 letech prvním labouristickým ministerským předsedou Spojeného království.
- 2000 – Prezident Bill Clinton oznámil, že přístup k systému GPS již nebude omezen na Armádu USA.
- 2011 – V pákistánském Abbottábádu byl zabit Usáma bin Ládin.

## Narození

### Česko

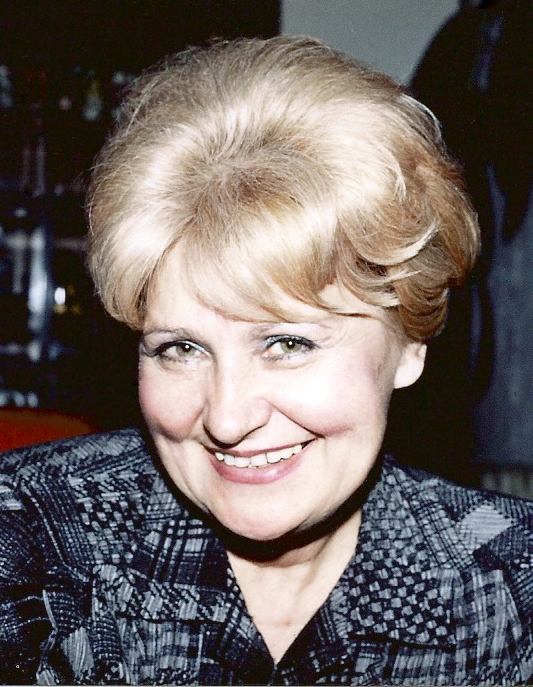
Eva Klepáčová (* 1933)

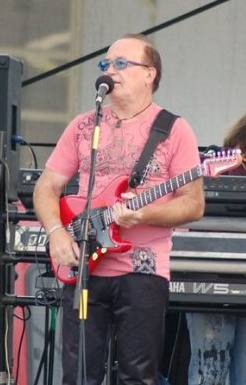
Petr Janda (* 1942)

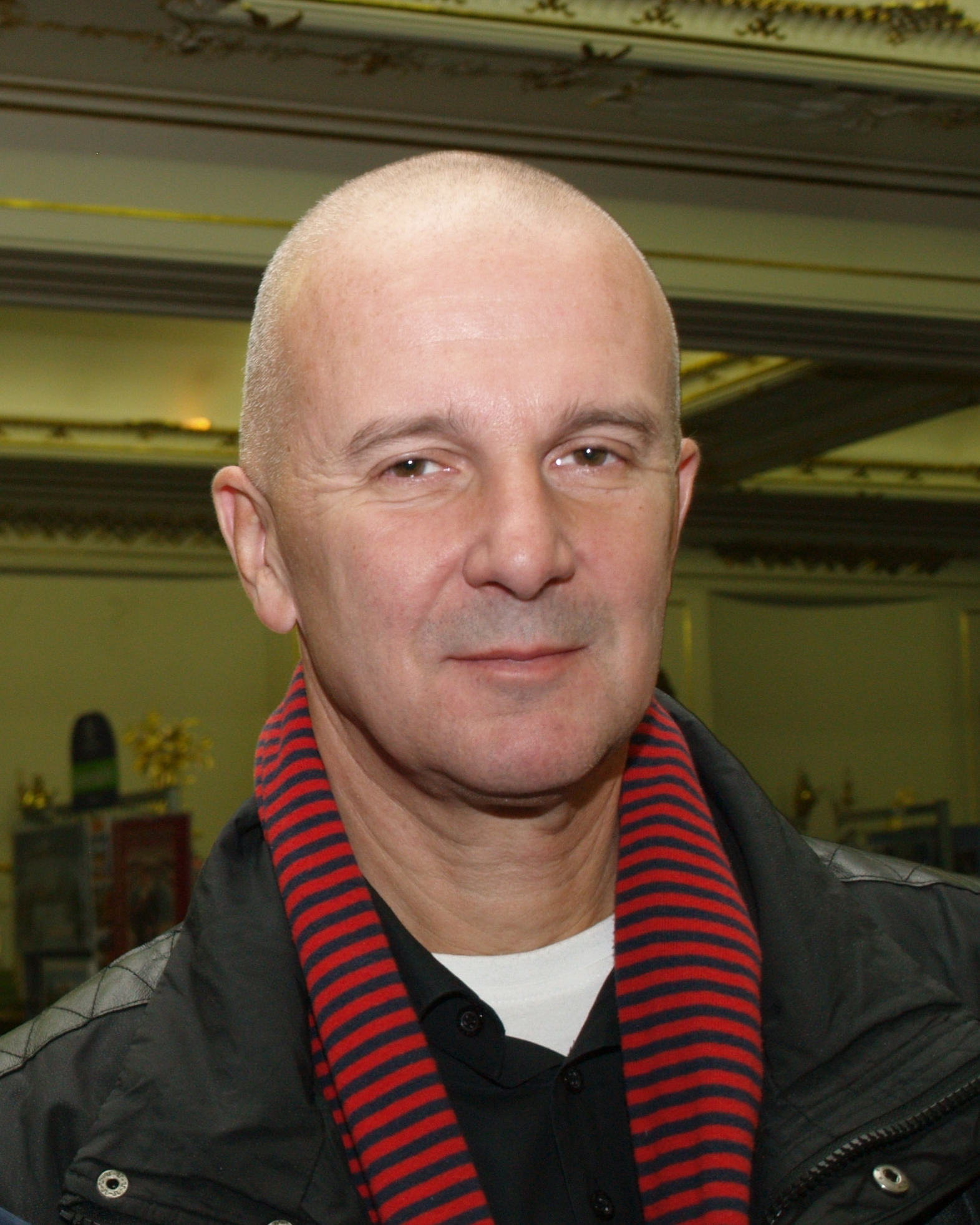
Ondřej Soukup (* 1951)

- 1771 – Prokop Lažanský z Bukové, císařský komoří a tajný rada († 24. února 1823)
- 1817 – Zikmund Kolešovský, hudební skladatel a pedagog († 22. července 1868)
- 1831 – Jan Bochenek, český malíř († 3. prosince 1909)
- 1839 – Quido Havlasa, hudební skladatel, dirigent, sbormistr a varhaník († 14. ledna 1909)
- 1854 – Karel Loula, rakouský a český statkář a politik († 24. ledna 1932)
- 1855 – František Sokol-Tůma, spisovatel, novinář a dramatik († 31. prosince 1925)
- 1866 – Karel Hermann-Otavský, právník, rektor Univerzity Karlovy († 4. září 1939)
- 1870 – Jan Mařák, český houslista a hudební pedagog († 21. října 1932)
- 1882 – Antonín Dědourek, český knihař a nakladatel († 11. ledna 1964)
- 1889 – Stanislav Bukovský, vedoucí činovník Sokola, nezávislý ministr Československa († 8. října 1942)
- 1890 – Jaroslav Igor Vilímek, legionář, starodružiník († 23. června 1917)
- 1892 – Emilie Paličková, textilní výtvarnice a krajkářka († 23. července 1973)
- 1896 – Jan Škoda, český divadelní režisér a herec († 17. listopadu 1981)
- 1904
  - Václav Holzknecht, klavírista, hudební vědec, pedagog, spisovatel († 13. srpna 1988)
  - František Lýsek, sbormistr a hudební pedagog († 16. ledna 1977)
- 1907 – Pavel Nauman, spisovatel, novinář a historik († 24. září 1976)
- 1915 – Jan Hanuš, hudební skladatel († 30. července 2004)
- 1917 – Jakub Čermín, politický vězeň a předseda Českého svazu bojovníků († 27. srpna 2009)
- 1921 – Vítězslav Rzounek, marxistický literární kritik († 11. února 2001)
- 1922 – Luděk Brož, evangelický teolog, děkan Komenského evangelické bohoslovecké fakulty v Praze († 20. srpna 2003)
- 1925 – Svatopluk Havelka, hudební skladatel a hudební pedagog († 24. února 2009)
- 1930 – Leon Richter, ministr spravedlnosti ČR
- 1931 – Eva Jiroušková, herečka († 8. ledna 2015)
- 1932 – Arnošt Herman, český právník a spisovatel
- 1933 – Eva Klepáčová, herečka a moderátorka († 18. června 2012)
- 1935 – Leon Juřica, hudební skladatel a pedagog († 31. srpna 2014)
- 1937 – Zdeněk Pošíval, český divadelní režisér, scenárista, dramatik a spisovatel († 12. září 2013)
- 1940 – Petr Jakeš, český geolog a geochemik
- 1942 – Petr Janda, rockový hudebník, kytarista a zpěvák skupiny Olympic
- 1949 – Ladislav Body, český politik romské menšiny († 25. listopadu 2017)
- 1951 – Ondřej Soukup, hudební skladatel
- 1954
  - Barbora Kyšková, malířka, ilustrátorka a grafička
  - Evžen Snítilý, český politik
- 1956 – Alena Ovčačíková, historička
- 1958
  - Naděžda Verecká, česká básnířka, spisovatelka, psychoterapeutka
  - Stanislav Levý, fotbalista
  - Vladimíra Tesařová, sklářská výtvarnice
- 1962 – Vladimír Javorský, herec
- 1969 – Karel Dobrý, herec
- 1981 – Denisa Krausová, malířka
- 1989 – Petr Přindiš, hokejový obránce
- 1994 – Alexander Choupenitch, sportovní šermíř

### Svět

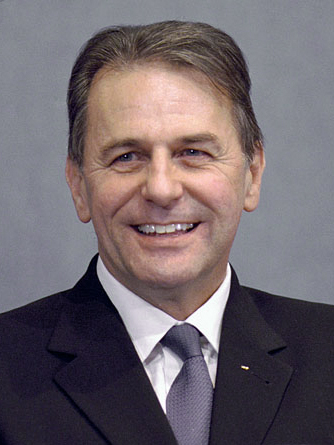
Jacques Rogge (* 1942)

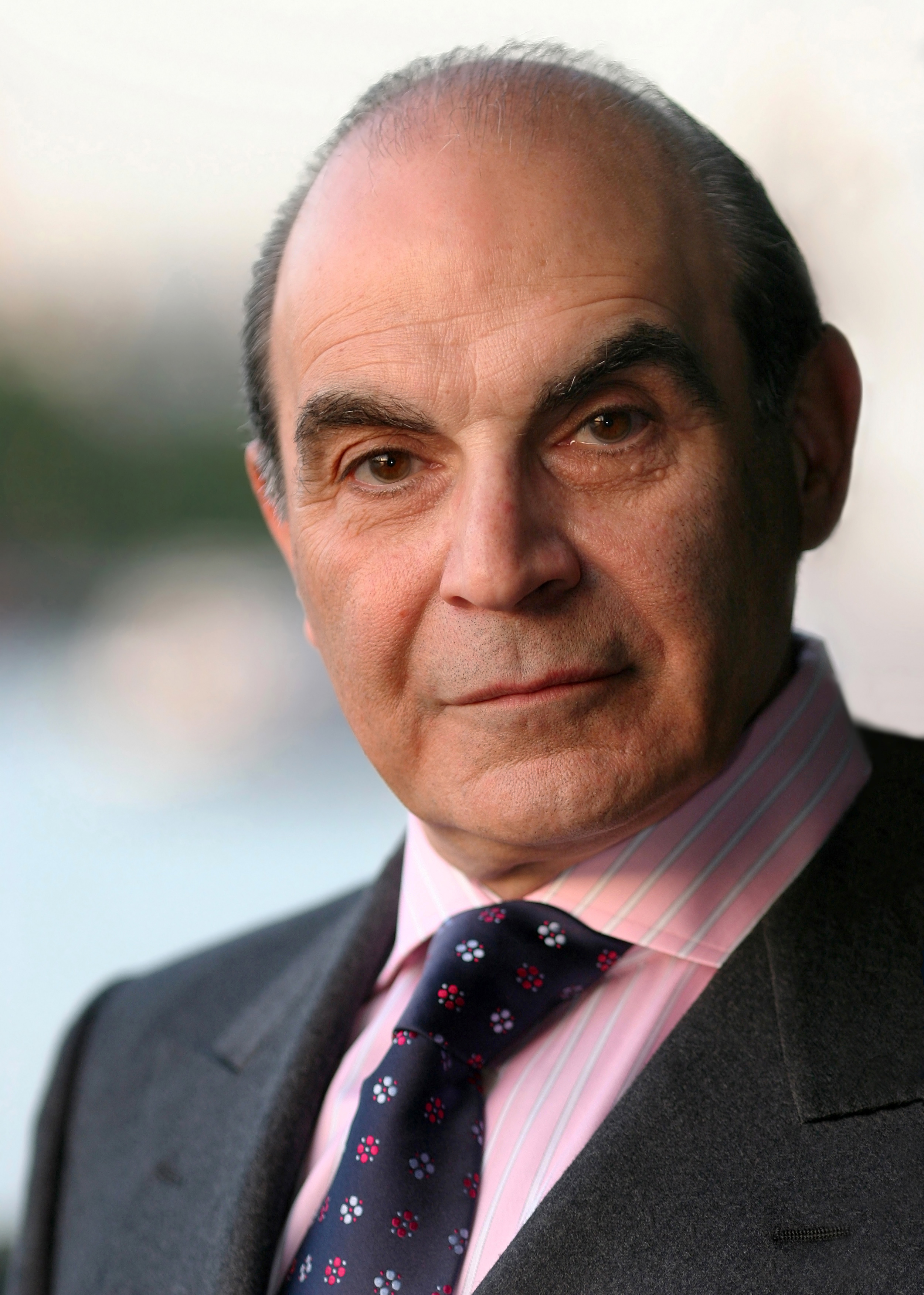
David Suchet (* 1946)

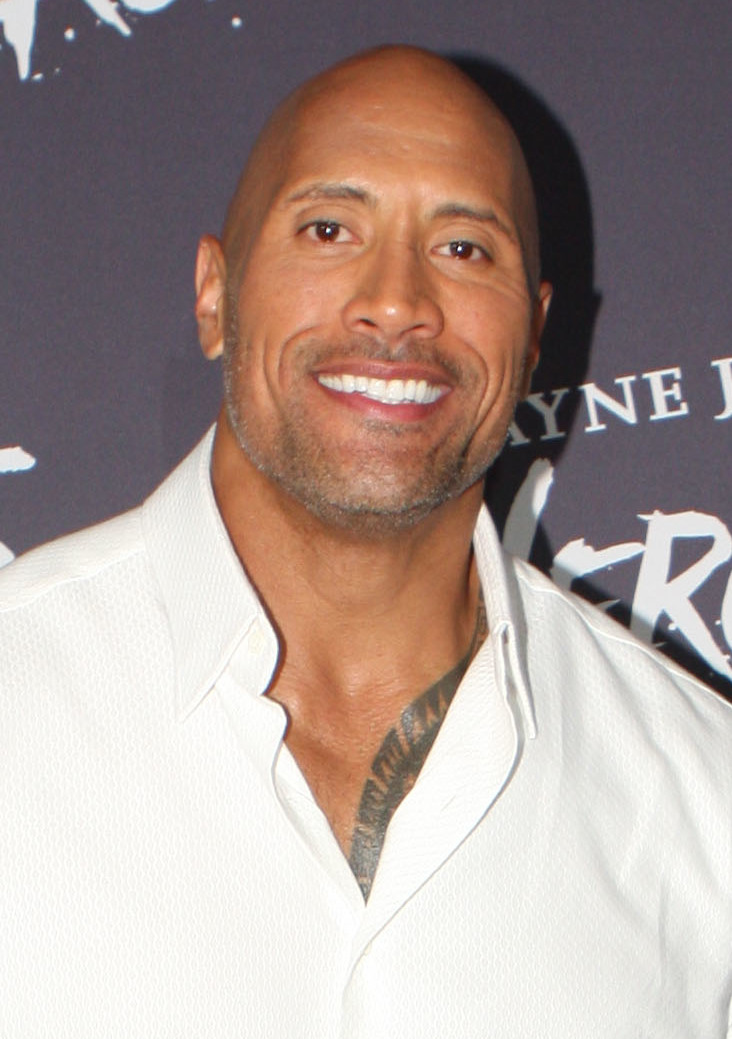
Dwayne Johnson (* 1972)

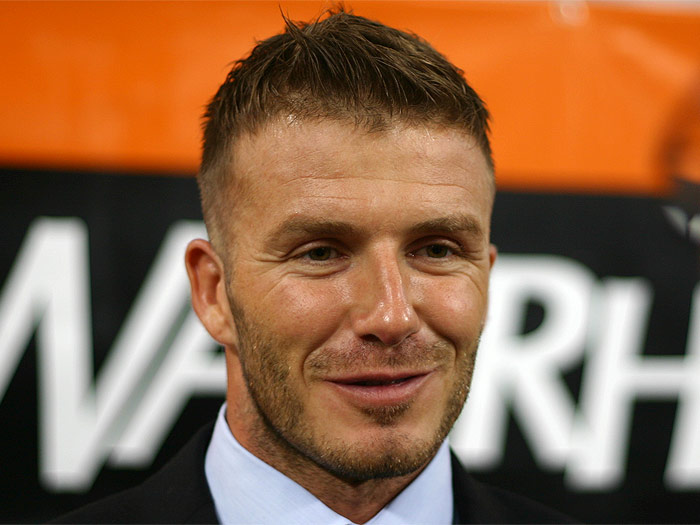
David Beckham (* 1975)

- 1240 – Tu-cung, čínský císař říše Sung († 12. srpna 1274)
- 1360 – Jung-le, čínský císař († 12. srpna 1424)
- 1451 – René II. Lotrinský, první lotrinský vévoda († 10. prosince 1508)
- 1458 – Eleonora de Viseu, manželka portugalského krále Jana II. († 17. listopadu 1525)
- 1579 – Hidetada Tokugawa, druhý šógun Tokugawské dynastie († 14. března 1632)
- 1660 – Alessandro Scarlatti, italský skladatel († 24. října 1725)
- 1700 – Šarlota z Hanau-Lichtenbergu, německá šlechtična († 1. července 1726)
- 1729 – Kateřina II. Veliká, ruská carevna († 1796)
- 1737 – William Petty, britský státník († 7. května 1805)
- 1748 – Karl Hermann Heinrich Benda, německý hudebník a hudební skladatel († 15. března 1836)
- 1754 – Vicente Martín y Soler, španělský skladatel († 30. ledna 1806)
- 1768 – Jean-Louis Alibert, francouzský lékař († 4. listopadu 1837)
- 1801 – Michael Karel z Althannu, rakouský a pruský šlechtic a politik († 16. května 1881)
- 1806
  - Catherine Labouré, francouzská řeholnice, mariánská vizionářka, katolická světice († 31. prosince 1876)
  - Charles Gleyre, švýcarský malíř († 5. května 1874)
- 1819 – Gustav Becker, německý hodinář († 14. září 1885)
- 1828 – Desiré Charnay, francouzský cestovatel, archeolog a fotograf († 24. října 1915)
- 1830 – Otto Staudinger, německý entomolog († 13. října 1900)
- 1859 – Jerome Klapka Jerome, anglický spisovatel († 1927)
- 1860 – Theodor Herzl, rakousko-uherský novinář, sionista († 3. července 1904)
- 1881 – Şehsuvar Hanımefendi, manželka poslední osmanského chálífy Abdulmecida II. († cca 1945)
- 1886 – Gottfried Benn, německý lékař a básník († 7. června 1956)
- 1891 – Rudolf Toussaint, německý generál, velitel jednotek Wehrmachtu bojujících v Praze († 1. července 1968)
- 1892 – Manfred von Richthofen, německý pilot († 1918)
- 1896 – Helena Řecká a Dánská, dcera řeckého krále Konstantina I. († 28. listopadu 1982)
- 1902 – Alan Marshall, australský spisovatel († 21. ledna 1984)
- 1903 – Benjamin Spock, americký pediatr a publicista († 15. března 1998)
- 1905 – Alan Rawsthorne, britský hudební skladatel († 24. července 1971)
- 1906 – Philippe Halsman, americký portrétní fotograf († 25. června 1979)
- 1910 – Gerhard Oestreich, německý historik († 5. února 1978)
- 1920 – Guinn Smith, americký olympijský vítěz ve skoku o tyči († 20. ledna 2004)
- 1921 – Satjadžit Ráj, indický režisér († 23. dubna 1992)
- 1922 – Serge Reggiani, francouzský herec a zpěvák († 23. července 2004)
- 1923 – Patrick Hillery, prezident Irska († 12. dubna 2008)
- 1924 – Aron Gurevič, ruský historik († 5. srpna 2006)
- 1927
  - Anna Shuttleworth, anglická violoncellistka
  - Víctor Rodríguez Andrade, uruguayský fotbalista († 19. května 1985)
- 1928 – Džigme Dordže Wangčhug, bhútánský dračí král († 21. července 1972)
- 1929
  - Édouard Balladur, 162. předseda vlády Francie
  - Link Wray, americký kytarista a zpěvák († 5. listopadu 2005)
  - Nori Harel, hlavní inženýr letecké základny v Izraeli († 18. března 2013)
- 1930 – Joram Kanjuk, izraelský spisovatel a malíř († 8. června 2013)
- 1931 – Richard Holmes, americký varhaník († 29. června 1991)
- 1933 – Bunk Gardner, americký hudebník
- 1935 – Fajsal II., poslední irácký král († 14. července 1958)
- 1942 – Jacques Rogge, předseda Mezinárodního olympijského výboru († 29. srpna 2021)
- 1944
  - Bob Henrit, anglický bubeník
  - Miles Copeland III, americký manažer
- 1945
  - Goldy McJohn, kanadský rockový klávesista
  - Judge Dread, anglický reggae a ska umělec († 13. března 1998)
- 1946
  - David Suchet, britský herec
  - Lesley Gore, americká zpěvačka († 16. února 2015)
- 1947
  - Philippe Herreweghe, belgický dirigent
  - James Dyson, britský vynálezce
- 1949 – David Young, britský hudebník a hudební producent († 31. srpna 2022)
- 1950
  - Lou Gramm, americký zpěvák a skladatel
  - Angela Krauß, německá spisovatelka
- 1951 – John Glascock, hudebník, baskytarista skupiny Jethro Tull († 17. listopadu 1979)
- 1952 – Christine Baranski, americká herečka
- 1953 – Valerij Gergijev, ruský dirigent
- 1955 – Donatella Versace, italská módní návrhářka
- 1956 – Vasile Pușcașu, rumunský zápasník, olympijský vítěz
- 1962
  - Hadoram Shirihai, izraelský ornitolog, fotograf a autor určovacích příruček
  - Cecilia Taitová, peruánská volejbalistka a politička
- 1972 – Dwayne Johnson (The Rock), americký herec a profesionální wrestler
- 1975 – David Beckham, anglický fotbalista
- 1983 – Tina Mazeová, slovinská alpská lyžařka
- 1986
  - Thomas McDonell, americký herec
  - Kirill Kolčegošev, ruský horolezec
- 1989 – Allison Pineauová, francouzská házenkářa
- 1999 – Gian Luca Zodda, italský sportovní lezec
- 2015 – Charlotte z Walesu, britská princezna, dcera Williama, prince z Walesu a Catherine, princezna z Walesu.

## Úmrtí

### Česko

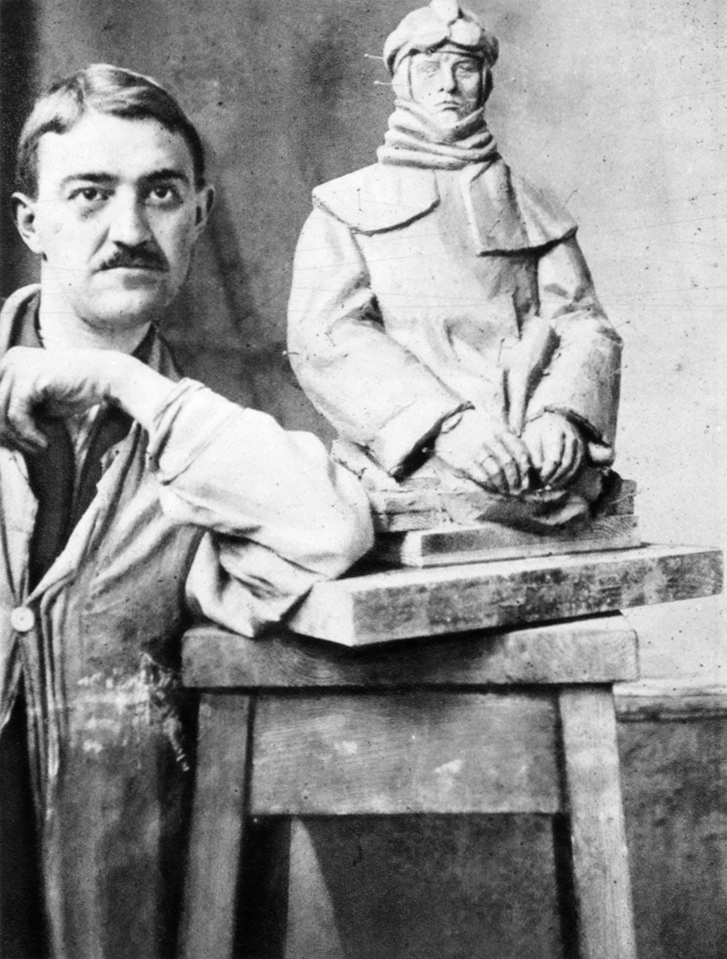
Sochař Jan Štursa († 1925)

- 1706 – Georg Joseph Kamel, český jezuitský misionář, lékárník a botanik (* 21. dubna 1661)
- 1720 – Marek Nonnenmacher, pražský dvorní truhlář a řezbář (* 1653)
- 1759 – Alanus Plumlovský, katolický kněz a hudební skladatel (* 18. ledna 1703)
- 1817 – Václav Krumpholtz, houslista a hudební skladatel (* ?)
- 1852 – Bohuslava Rajská, česká vlastenka, pedagožka, básnířka a spisovatelka (* 11. července 1817)
- 1886 – Antonín Baum, architekt a archeolog (* 12. května 1830)
- 1889 – Ladislav Hajniš, technik a odborný spisovatel (* 1849)
- 1922 – Karel Jonáš, československý politik (* 13. ledna 1865)
- 1925
  - Josef Gruber, ministr sociální péče Československa (* 3. listopadu 1865)
  - Johann Palisa, česko-rakouský astronom (* 7. prosince 1848)
  - Jan Štursa, sochař (* 15. května 1880)
- 1933 – František Adolf Borovský, historik umění (* 19. srpna 1852)
- 1936 – Robert Michels, německý sociolog (* 9. ledna 1876)
- 1940 – Šimon Bárta, katolický duchovní, filosof a teolog (* 27. října 1864)
- 1946 – Jaroslav Radimský, překladatel z polštiny (* 31. ledna 1889)
- 1947 – Karel Langer, malíř (* 16. ledna 1878)
- 1948 – Franz Palme, československý politik německé národnosti (* 17. srpna 1865)
- 1955
  - Zbyněk Janata, člen skupiny bratří Mašínů (* 1. února 1932)
  - Václav Švéda, člen skupiny bratří Mašínů (* 26. dubna 1921)
  - Ctibor Novák, odbojář a spolupracovník Tří králů (* 25. října 1902)
  - Gustav Porš, malíř (* 2. února 1888)
- 1963 – Tomáš Vačkář, hudební skladatel (* 31. července 1945)
- 1967 – Jan Eisner, archeolog (* 24. dubna 1885)
- 1968 – Václav Oukropec, dělnický básník (* 15. května 1897)
- 1976 – Zdeněk Fierlinger, sociálně-demokratický a později komunistický funkcionář (* 11. července 1891)
- 1980 – Julie Winterová-Mezerová, malířka (* 28. února 1893)
- 1985 – Arnošt Lamprecht, jazykovědec (* 19. října 1919)
- 1988 – Jaromír Šavrda, spisovatel, disident a chartista (* 25. května 1933)
- 1994 – Arnošt Kavka, swingový zpěvák a skladatel (* 4. března 1917)
- 2003 – Augustin Navrátil, moravský katolický aktivista, rolník a disident (* 22. prosince 1928)
- 2009
  - Vladimír Poláček, katolický teolog, právník, kněz a vysokoškolský učitel (* 26. září 1925)
  - Jaromír Bažant, hobojista, klavírista a hudební skladatel (* 8. srpna 1926)
- 2010
  - Bohumil Němeček, československý boxer, olympijský vítěz (* 2. ledna 1938)
  - Zdeněk Kaláb, amatérský žokej (* 27. dubna 1964)
- 2019 – Filip Suchý, fotbalový obránce (* 5. října 1995)
- 2022 – Radim Uzel, český sexuolog a pedagog (* 27. března 1940)

### Svět

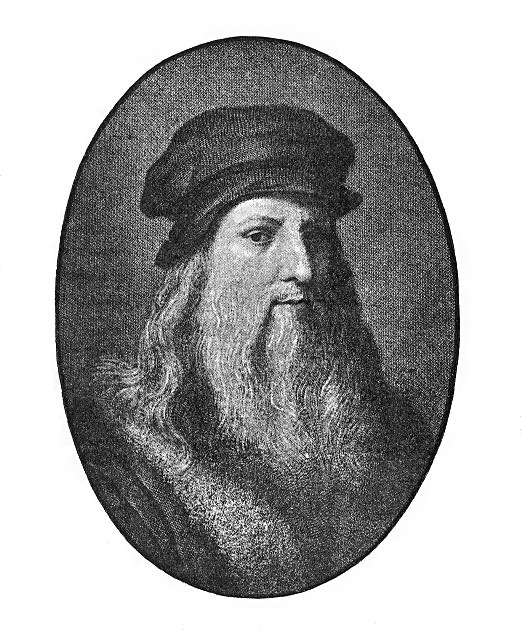
Leonardo da Vinci († 1519)

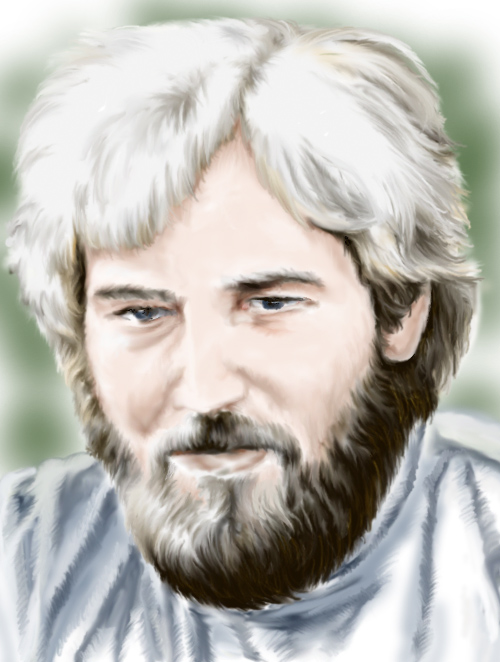
Dežo Ursiny († 1995)

- 0373 – sv. Atanáš Veliký (* asi 295)
- 0907 – Boris I., bulharský kníže (* 828)
- 1302 – Blanka z Artois, navarrská královna (* cca 1248)
- 1459 – Svatý Antonín Florentský, dominikánský mnich, florentský arcibiskup (* 1. března 1389)
- 1519 – Leonardo da Vinci, italský malíř a vynálezce (* 15. dubna 1452)
- 1634 – Jakub Baševi z Treuenburka, finančník a obchodník (* 1570)
- 1798 – Maarten Houttuyn, nizozemský lékař a přírodovědec (* 1720)
- 1813 – August Ferdinand Pruský, pruský princ a generál (* 23. května 1730)
- 1826 – Antoni Malczewski, polský básník (* 3. června 1793)
- 1844 – William Thomas Beckford, anglický spisovatel, mecenáš a politik (* 1. října 1760)
- 1845 – Guillaume de Vaudoncourt, francouzský generál a válečný historik (* 24. září 1772)
- 1853 – Bezmiâlem Sultan, druhá manželka osmanského sultána Mahmuda II. a matka sultána Abdulmecida I. (* 1807)
- 1857 – Alfred de Musset, francouzský básník (* 11. prosince 1810)
- 1863 – Samuel A. Cartwright, americký lékař a spisovatel (* 3. listopadu 1793)
- 1864 – Giacomo Meyerbeer, německý skladatel (* 5. září 1791)
- 1981 – David Wechsler, americký psycholog (* 12. ledna 1896)
- 1911 – Alfred von Kropatschek, generál rakouské armády, konstruktér zbraní (* 30. ledna 1838)
- 1913
  - Adolf Láng, uherský architekt (* 15. června 1848)
  - Joseph Unger, předlitavský právní odborník a politik (* 2. července 1828)
- 1919 – Evelyn De Morgan, anglická malířka (* 30. srpna 1855)
- 1921 – Josef Chajim Brenner, spisovatel hebrejsky psané literatury (* 11. září 1881)
- 1922 – Eugen Ehrlich, rakouský právník, zakladatel sociologie práva (* 14. září 1862)
- 1925 – Johann Palisa, rakouský astronom (* 6. prosince 1848)
- 1927 – Ernest Starling, britský fyziolog (* 17. dubna 1866)
- 1930 – Isidor Gunsberg, maďarský, později britský, šachista (* 2. listopadu 1854)
- 1945 – Martin Bormann, nacistický válečný zločinec (* 17. června 1900)
- 1955 – Markéta Klementina Rakouská, členka uherské linie Habsbursko-lotrinské dynastie (* 6. července 1870)
- 1956 – Thure Sjöstedt, švédský zápasník, olympijský vítěz 1928 (* 28. srpna 1903)
- 1957 – Joseph McCarthy, americký republikánský politik (* 14. listopadu 1908)
- 1958 – Alfred Weber, německý ekonom, sociolog a filosof (* 30. července 1868)
- 1963 – Ernst Wandersleb, německý fyzik, fotograf, vzduchoplavec a horolezec (* 12. dubna 1879)
- 1964 – Nancy Astor, první žena-členka britské Dolní sněmovny (* 19. května 1879)
- 1968 – John James Adams, kanadský hokejista, trenér a manažer (* 14. června 1895)
- 1969 – Franz von Papen, německý říšský kancléř (* 29. října 1879)
- 1972 – J. Edgar Hoover, první ředitel americké agentury FBI (* 1. ledna 1895)
- 1979 – Giulio Natta, italský chemik, Nobelova cena za chemii 1963 (* 26. února 1903)
- 1982 – Salomon Bochner, americký matematik (* 20. srpna 1899)
- 1986 – Henri Toivonen, finský rallyový jezdec (* 25. srpna 1956)
- 1995 – Dežo Ursiny, slovenský hudebník (* 4. října 1947)
- 1996 – Emil Habíbí, izraelský spisovatel a politik (* 28. ledna 1922)
- 1997 – Paulo Freire, brazilský filozof (* 19. září 1921)
- 2002 – William Thomas Tutte, britský matematik a kryptolog (* 14. května 1917)
- 2006 – Gabino Rey, španělský malíř (* 8. ledna 1928)
- 2011
  - Leonid Ivanovič Abalkin, sovětský ekonom a politik (* 5. května 1930)
  - Usáma bin Ládin, terorista (* 10. března 1957)
- 2012 – Zvi Zeitlin, rusko-americký houslista a pedagog (* 21. února 1922)
- 2013
  - Jeff Hanneman, americký kytarista (* 31. ledna 1964)
  - Eddie Kaye, americký saxofonista (* 28. prosince 1926)
  - Dvora Omer, izraelská spisovatelka (* 9. října 1932)
- 2014 – Edita Brestenská, slovenská paleontoložka (* 18. listopadu 1920)
- 2015 – Maja Plisecká, ruská tanečnice a choreografka (* 20. listopadu 1925)

## Svátky

### Česko
- Zikmund
- Anastázie, Atanas, Atanáš, Atanázie
- Rita

### Svět
- Světový den tuňáků
- Světový den ptačího zpěvu (je-li neděle)
- Bhútán – Královy narozeniny
- Lesotho – Královy narozeniny
- Barma – Den zemědělců
- Zambie – Svátek práce
- Antigua – Svátek práce
- Slovensko – Žigmund

| 2. květen v pražském KlementinuÚdaje jsou platné k 8. 7. 2025. | 2. květen v pražském KlementinuÚdaje jsou platné k 8. 7. 2025. | 2. květen v pražském KlementinuÚdaje jsou platné k 8. 7. 2025. |
| minimum                                                        | denní průměr                                                   | maximum                                                        |
| -------------------------------------------------------------- | -------------------------------------------------------------- | -------------------------------------------------------------- |
| −1,2 °C (1935)                                                 | 12,7 °C (od 1961)                                              | 29,7 °C (2005)                                                 |